# Suffren (skib, 1873)
Det franske panserskib Suffren var det tredje og sidste skib i Océan-klassen. De efterfulgte Provence klassen og var lige som disse bygget af træ. Suffren blev afleveret fra værftet i august 1873, men lå derefter i reserve i tre år. Suffren gjorde tjeneste både i Middelhavet og i den nordlige eskadre, indtil det strøg kommando i 1895. Suffren var det fjerde skib i den franske flåde med dette navn, og var opkaldt efter admiral Pierre André de Suffren.

## Design og konstruktion
Océan-klassen var designet af Henri Dupuy de Lôme som forbedrede udgaver af Provence-klassen. De var kasematskibe med et centralt batteri, hvor kanonerne var fordelt over to dæk. I modsætning til de samtidige britiske skibe af Audacious klassen var kanonerne på øverste dæk ikke placeret i kasematten men derimod i åbne barbetter. I Océan-klassen anvendte den franske flåde for første gang vandtætte skotter, i form af tre jernskotter. På linje med tidens andre panserskibe var der en kraftig metalforstærket vædderstævn.
Skibet havde en længde på 86,2 m (nogle kilder siger 87,8) og en bredde på 17,5 m. Dybgangen var 9,1 m og deplacementet var 7.749 ton. Besætningen talte mellem 750 og 778 mand (Silverstone angiver 660 mand).

### Fremdrift
Suffren havde et dampmaskineri med otte kedler, der kunne levere 4.100 HK. Skibet var bestilt til at kunne præstere 13 knob, men nåede 14,3 knob på sin prøvetur. Kulbeholdningen var på 650 tons, og det rakte til 3.000 sømil ved 10 knob. Suffren var barkrigget og havde 2.000 m2 sejlareal.

### Bevæbning
Klassen var designet med fire 24 cm kanoner i barbetterne, plus fire 19,4 cm og fire 16,4 cm kanoner i kasematten. Erfaringerne med specielt 16 cm kanonerne viste imidlertid, at de havde for ringe effekt mod panser, så i stedet blev Suffren udstyret med fire 27,4 cm kanoner i barbetterne og fire 24 cm kanoner i kasematten, samt yderligere syv 13,8 cm kanoner i kasemat og på dæk.

De svære 27,4 cm kanoner var kaliber 18 og kunne affyre panserbrydende granater med en vægt af 216 kg og med en mundingshastighed på 434 m/sekund. På klos hold var granaterne i stand til at gennembryde 360 mm smedejernspanser. Selve kanonen vejede 23,2 tons.
Kanonerne i kasematten var til granater med en diameter på 24 cm. Lige som de svære kanoner var de model 1870, men de var kaliber 19 og deres granater vejede 144 kg. Mundingshastigheden var oppe på 495 m/sekund og de var i stand til at gennembryde 366 mm smedejernspanser. Disse kanoner vejede 15,7 tons stykket.
Kanonerne i barbetterne havde begrænset skudfelt forud og agterud, mens ellers var skibets ildkraft koncentreret i bredsiderne.
Senere i karrieren fik skibet 12 styk 37 mm revolverkanoner fra Hotchkiss. De fem-løbede kanoner affyrede granater, der vejede 0,5 kg med en mundingshastighed på 610 m/sekund. Skudhastigheden var 30 skud i minuttet og rækkevidden var op til 3.200 meter. En anden senere tilføjelse bestod i fire styk 35,6 cm torpedoapparater.

### Panser
Skibene i Océan klassen havde langs hele vandlinjen et smedejernspanser med en tykkelse mellem 178 og 203 mm. Omkring kasematten var der et panser på 160 mm og barbetterne på det øverste dæk var beskyttet af 150 mm panser. Den øvrige upansrede skibsside var dækket af 15 mm tykke jernplader.

## Tjeneste
Suffren blev køllagt i Cherbourg i april 1866 og søsat 26. oktober 1870. Skibet blev afleveret fra værftet i august 1873, men var derefter i reserve til januar 1876, hvor det indgik i den nordlige eskadre. Fra juli til oktoner 1878 var Suffren i Middelhavet, og derefter igen i den nordlige eskadre til august 1880. Skibet var derefter igen i Middelhavet til marts 1881, hvor det kom til Brest og blev overført til reserven. Fra august 1884 til april 1885 var det igen aktivt i den nordlige eskadre, og derefter i Middelhavet til oktober 1887, hvor det igen gik nordpå til en plads i reserven. Suffren var aktivt i den nordlige eskadre i 1888 og 1889, men ellers mest i reserve, til skibet udgik i 1897.

## Eksterne kilder
- Wikimedia Commons har flere filer relateret til Suffren (skib, 1873)
- classe Océan Arkiveret 20. juli 2011 hos  Wayback Machine (fransk)